# Ipolytarnóci Ősmaradványok Természetvédelmi Terület

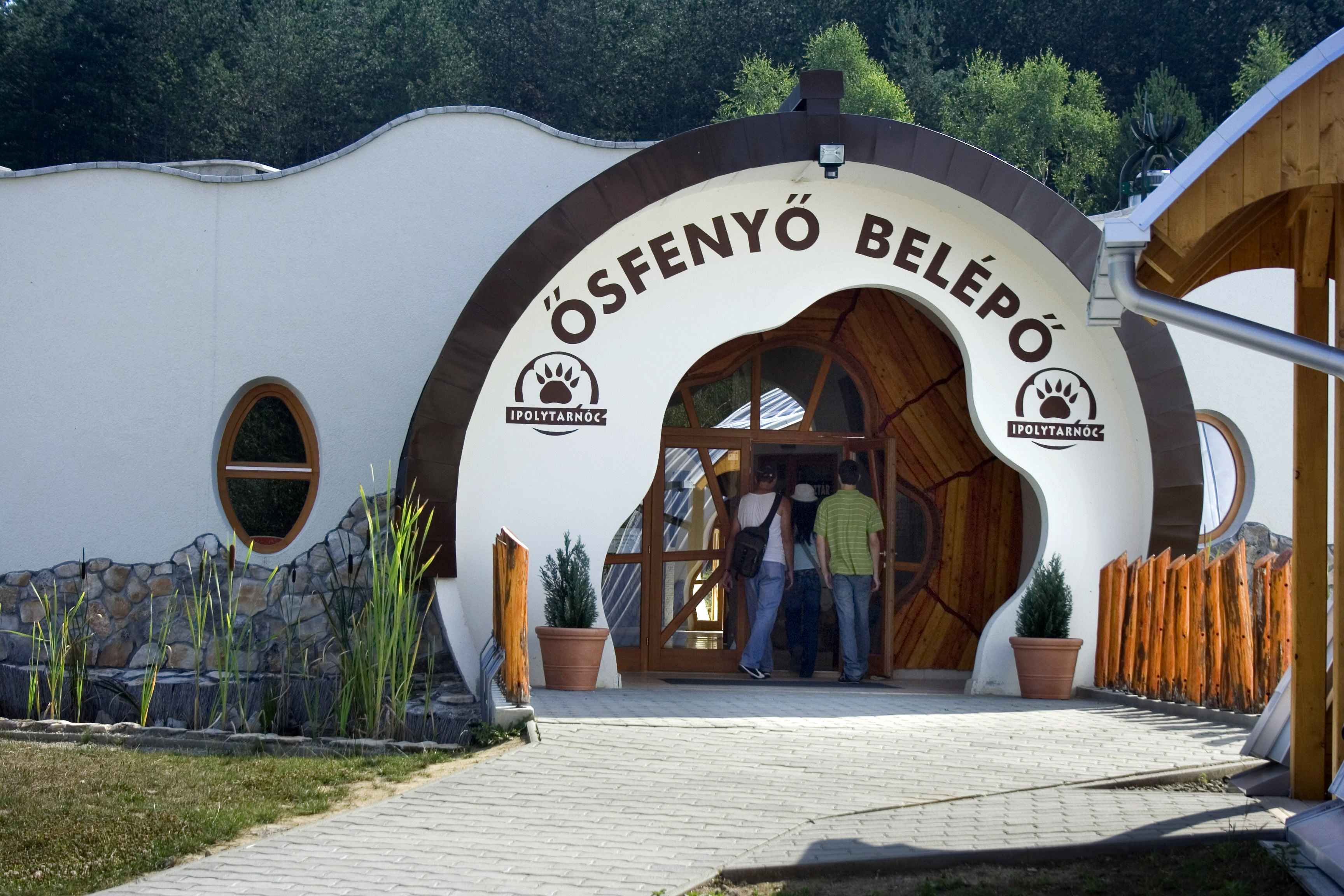
Ipolytarnóc egyik legjelentősebb turisztikai célpontja, az Európa Diplomás őslénytani bemutatóhely főbejárata

Az Ipolytarnóci Ősmaradványok Természetvédelmi Terület világhírű őslénytani lelőhely Ipolytarnócon. Az Európa-diplomás bemutatóhely egy 20 millió évvel ezelőtti vulkáni katasztrófa során betemetett „ősvilági Pompeii”. Tudományos vizsgálatai 1836-ban kezdődtek el, 1944 óta védett. A magyar állam tulajdonában és a Bükki Nemzeti Park Igazgatóság kezelésében levő 510 hektáros előfordulás földtani örökségét különleges interpretációban mutatja be látogatóinak, a geoturizmus kedvelt kirándulóhelye. Honlapján többnyelvű turisztikai információ és letölthető szakanyag található.
Budapesttől közúton mintegy 120 kilométerre északkeletre, Magyarország határa közelében terül el a szlovákiai Mucsény (Mučín) és a Nógrád vármegyei Ipolytarnóc között. A park az Ipolytarnóc közúti elérését szolgáló 2205-ös úton, illetve a Aszód–Balassagyarmat–Ipolytarnóc-vasútvonalon közelíthető meg.

## Mocsárciprusok

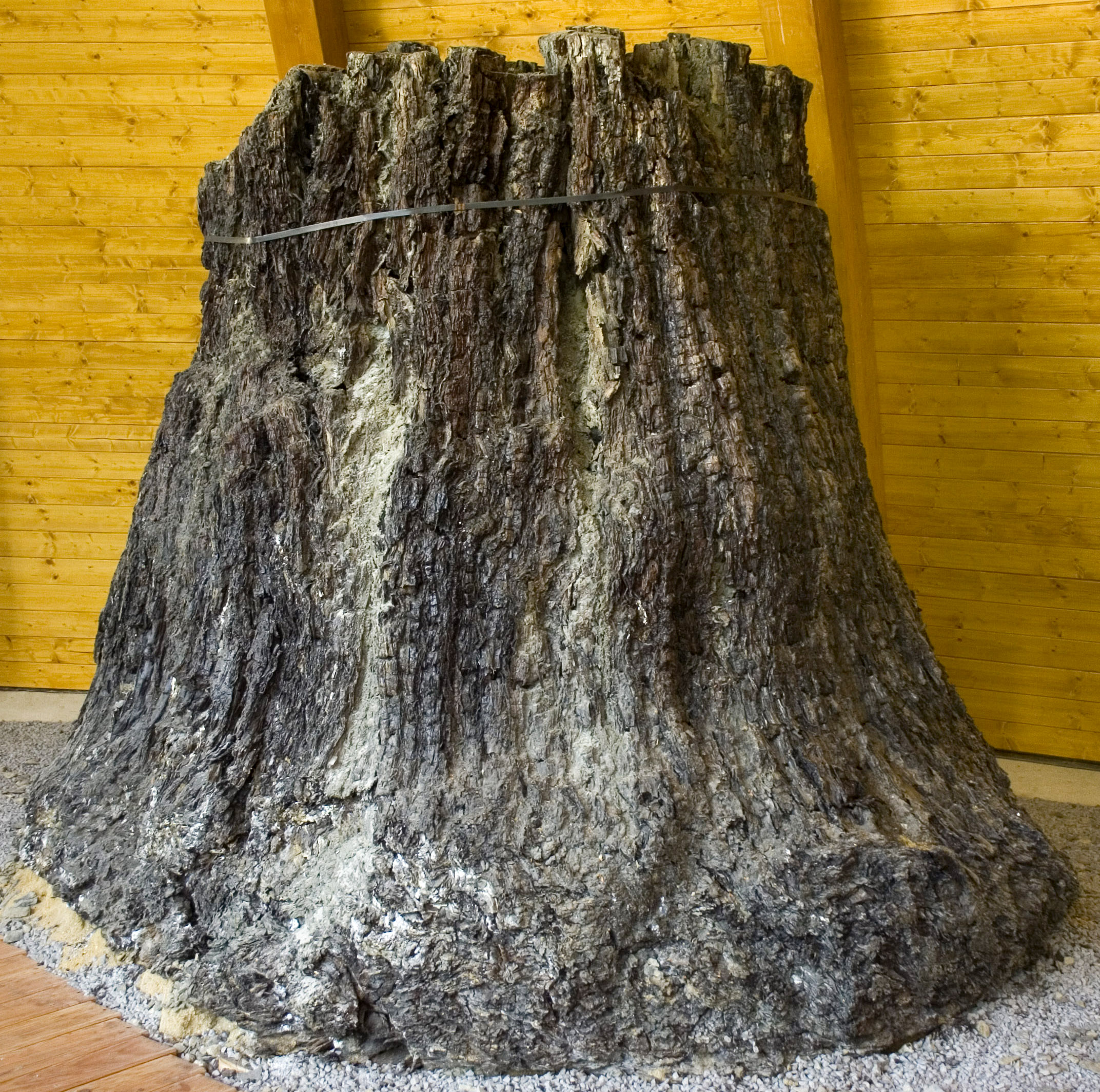
Bükkábrány mellett talált 7 millió éves ősfenyő

## Bemutatott ősmaradványok

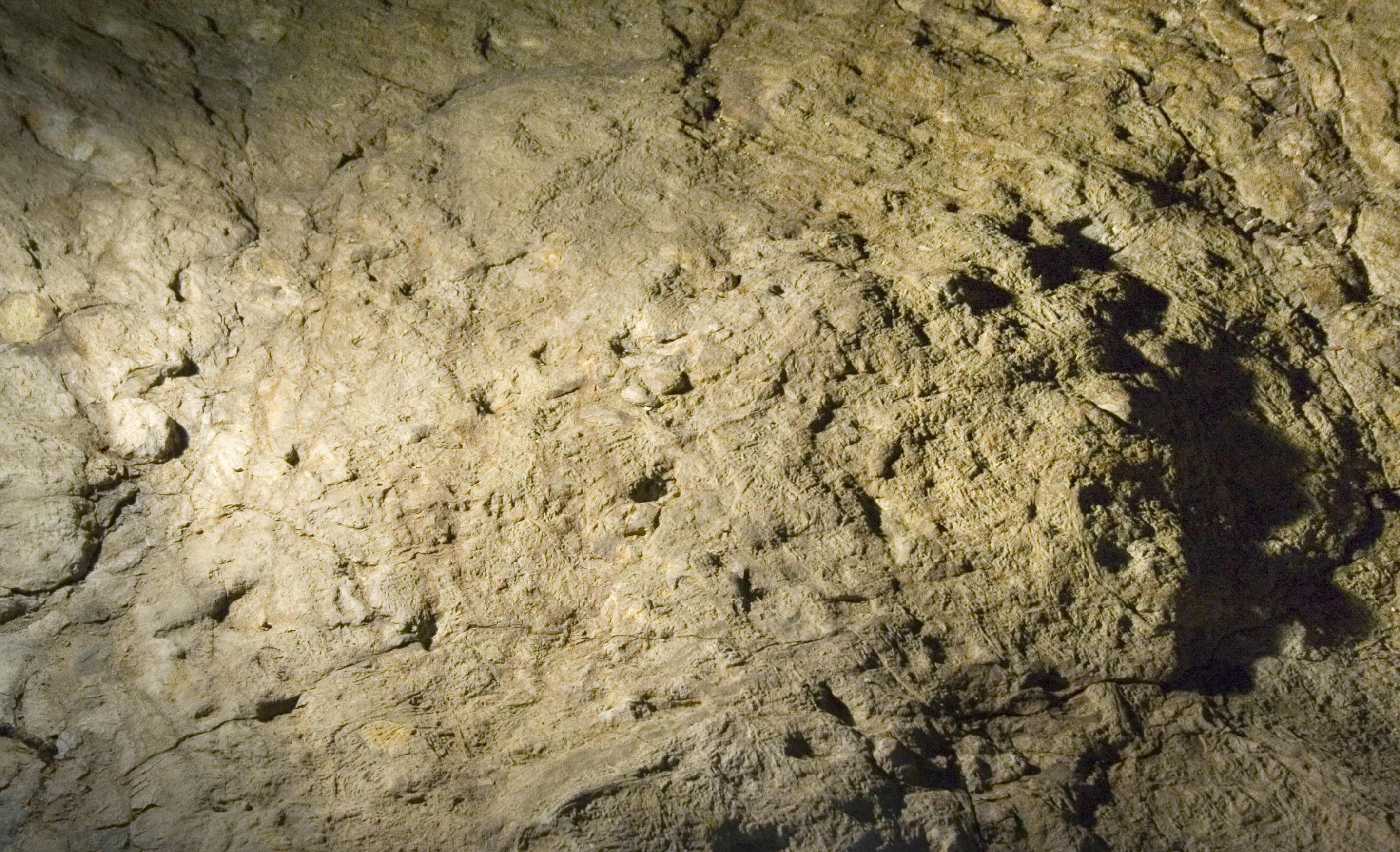
A kővé dermedt mintegy 20 millió éves ősi felszín

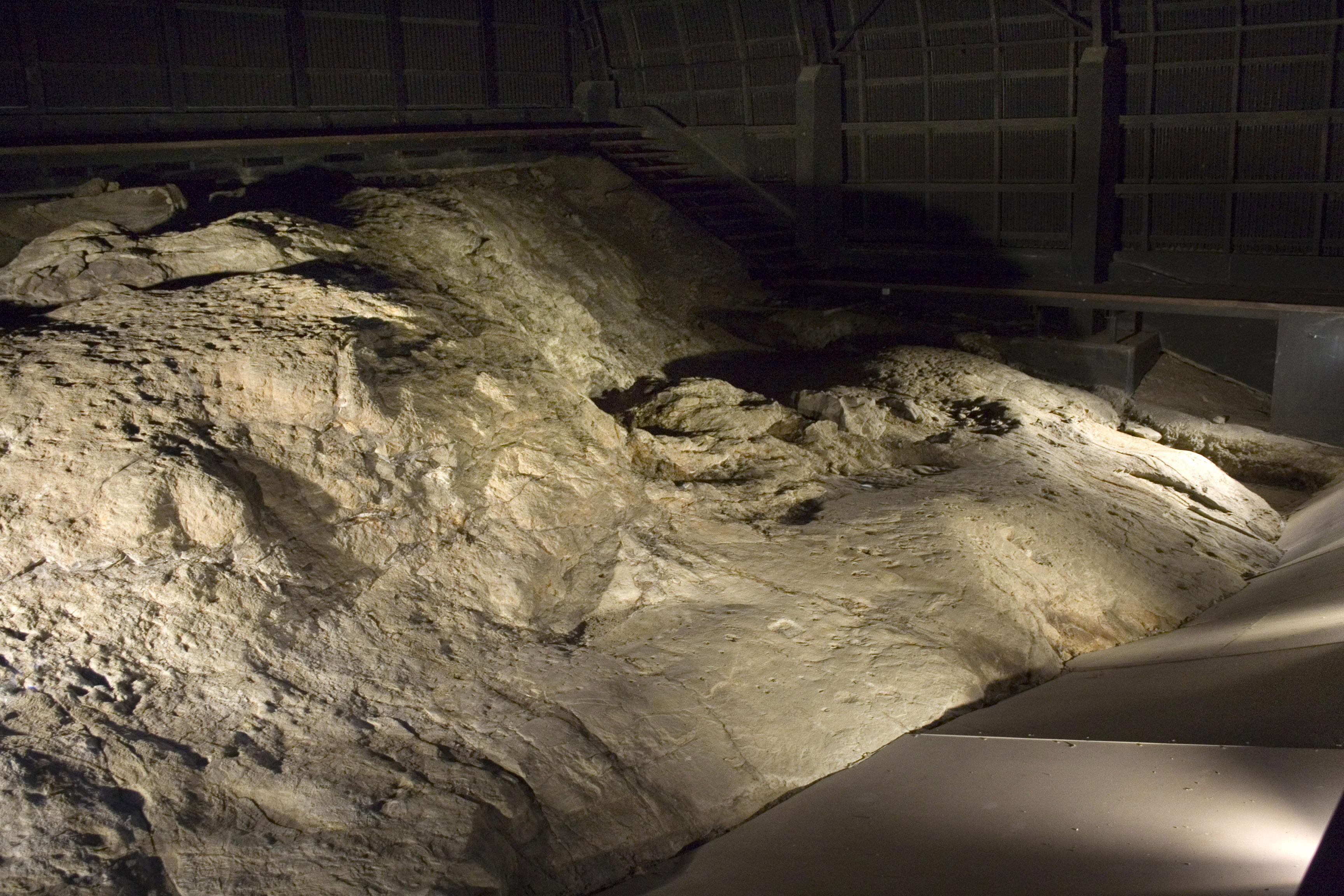
Kb. 20 millió évvel ezelőtt megkövesedett lábnyomok

A terület legfontosabb ősmaradványai: cápafogakkal hintett tengerparti föveny, szubtrópusi erdő hatalmas, megkövesedett fái, egzotikus növénylenyomatok, ősvilági élőlények lábnyomai, a vulkáni tufa áradatában összesült maradványok.

### Cápafogas homokkő
A Paratethys partszegélyi övezetében, 23 millió éve halmozódott fel az a homokkő, mely a geológiai tanösvény elején fogadja a látogatókat. Jellegzetes zöld színét a glaukonit ásvány 5%-ot meghaladó feldúsulása okozza. Így keletkezett a partszegélyi környezetben, a cápafogakat, és ráják, delfinek, tengeritehenek, krokodilok csontjait tartalmazó „cápafogas réteg”. Eddig 25 cápafaj maradványait mutatták ki az összemosott, áthalmozódott maradványokból.

### Ősállatok lábnyomai
A területen felszínre bukkan a lábnyomos homokkő, mely kétezer négyzetméter felületen, 11 gerinces állatfaj 3 ezer lábnyomát tartalmazza. Többek között ősorrszarvú, őz, szarvasfélék, ragadozók és madarak lábnyomai, illetve egyéb nyomfosszíliák találhatók a megkövült iszapban.

### Kövesedett fák
A világ legnagyobb ismert, kövesedett pinus-féléjét (Pinuxylon tarnocziense) a Borókás-patak oldalában találták meg, 8 méter kerületű és közel 100 m hosszúságú. A fatörzs megkövesedését a vulkáni rétegekből kioldódó, a fa anyagát átitató kovasav okozta. A terület tudományos vizsgálata 1836-ban kezdődött el Kubinyi Ferenc munkája révén.

### Levéllenyomatok
A lábnyomos felszínt növénymaradványok is tarkítják. Több, mint 15 ezer levéllenyomat található a területen, főképp páfrányok, pálma, babér, magnólia, platán-félék és óriási kimagasló fenyők alkották az egykori trópusi-szubtrópusi esőerdő növényzetét.

### A vulkáni katasztrófa
A vulkáni katasztrófa megőrizte a terület állat- és növényvilágát. A riolittufából kiszivárgó kovasavas oldatok átjárták az alsóbb rétegeket, kötőanyagot adva a lábnyomok homokkövének és a fatörzseknek. A vulkáni anyag kormeghatározása szerint az itt található lábnyomok 17 millió évesek.

## Tanösvények
Az Ipolytarnóci Ősmaradványok Természetvédelmi Területen több, tematikus tanösvény került kialakításra. Ezek közé tartozik a Kőzetparki Ösvény, a Biológiai tanösvény, a Kőszikla ösvény és Geológiai ösvény.
Kőzetparki ösvény 700 méteres hosszúságban mutatja be a földtörténeti múlt emlékeit, a tájékozódást 2 millió évenkénti tanúkövek feliratai és az idősorba illeszkedő kőzetminták segítik. A Biológiai tanösvény a terület élővilágát ismerteti, kettő, illetve négy km hosszúságú erdei ösvényeken. A 4 km hosszú Kőszikla ösvényen vízmosások, tanyaromok, kőzetkibúvások és felhagyott kőbányák láthatóak. A Geológiai ösvény legfontosabb ősmaradványai a cápafogak, kövesedett fák, levéllenyomatok és az ősállati lábnyomok. A lábnyomos homokkövet két csarnok és egy védőpince rész mutatja be.

## A Novohrad–Nógrád Geopark
2008-ban jött létre a Novohrad–Nógrád Geopark, mely a világ első határon átnyúló nemzetközi geoparkja. 2010-ben vált az Európai Geoparkok - és a Globális Geoparkok Hálózatainak tagjává. Területe a történelmi Nógrád Vármegye egy részét öleli fel, célja a határon átnyúló együttműködés elősegítése, a történelmi hagyományok és közösségek újraegyesítése.

## Európa Diploma
1965 óta ítéli oda az Európa Diploma kitüntető címet az Európa Tanács. "Azon védett területek érdemelhetik ki, melyek kiemelkedő tudományos, természeti, kulturális vagy esztétikai értékekkel bírnak és egyben megfelelő oltalom alatt állva kezelésük példaértékű." Magyarországon három Európa Diplomás terület található, a világhírű Ipolytarnóci Ősmaradványok 1995-ben nyerte el a címet. 2010 szeptember 16-án az Európa Tanács Miniszteri Bizottsága az Ipolytarnóci Ősmaradványok természetvédelmi terület Európa Diplomáját 2020 szeptember 11-ig meghosszabbította, ezzel ismerték el a Bükki Nemzeti Park Igazgatóságnak kiemelkedő színvonalú munkáját, melynek jelentős szerepe volt a térség geoturizmusának fejlesztésében.

## Külső hivatkozások
- Az Ipolytarnóci Ősmaradványok Természetvédelmi Terület honlapja
- Tanösvény, Borókás-árok túrainformáció
- A Novohrad-Nógrád Geopark honlapja

## Lásd még
- Bükkábrányi ősfák
- Nagy Gergely: Világörökségek Magyarországon. Budapest, Kossuth Kiadó, 2003. 71-72. oldal. ISBN 963 09 4502 9